# (634) Ute
(634) Ute es un asteroide perteneciente al cinturón de asteroides descubierto el 12 de mayo de 1907 por August Kopff desde el observatorio de Heidelberg-Königstuhl, Alemania.
Está nombrado en honor de un amigo del descubridor.